# Wilhelm IV. von Angelach-Angelach
Wilhelm IV. von Angelach-Angelach († 18. August 1458) war ein Reichsritter aus dem Geschlecht der Herren von Angelach. Er war im Dienste der Kurpfalz.

## Familie
Wilhelm IV. war der Sohn der Anne von Talheim und jüngster Bruder von Dieter VI. von Angelach-Angelach. Er war verheiratet mit Ennel von Helmstatt. Aus dieser Ehe entstammen die Söhne: Burkhard I., Dieter IX. und Wilhelm VII.

## Leben
Wilhelm kaufte 1448 von Bernhard von Mentzingen einen Anteil an der Burg Streichenberg und hatte somit die ganze Burg im Besitz. Sein Bruder Dieter erbte den Streichenberg und es kam darüber mit der Witwe zu Erbstreitigkeiten.
In diplomatischer Mission bei Kaiser Friedrich III. starb Wilhelm IV. am 18. August 1458 in Wien.